# Henry Albert Harris
Henry Albert Harris (* 1886; † 1968) war ein walisischer Anatom.
Henry Albert Harris war von 1931 bis 1934 Professor der klinischen Anatomie am University College London und von 1934 bis 1951 Professor für Anatomie an der Universität Cambridge. Harris gilt als Erstbeschreiber der Harris-Linien, die Wachstumsstörungen an Röhrenknochen repräsentieren. Ein Teil von Harris’ Nachlass wird in den National Archives (London) aufbewahrt.
| Personendaten    | Personendaten        |
| ---------------- | -------------------- |
| NAME             | Harris, Henry Albert |
| KURZBESCHREIBUNG | britischer Anatom    |
| GEBURTSDATUM     | 1886                 |
| STERBEDATUM      | 1968                 |